# 궁시장
궁시장(弓矢匠)은 활과 화살을 만드는 기능과 그 기능을 가진 사람이다. 활을 만드는 사람은 궁장(弓匠), 화살을 만드는 사람은 시장(矢匠)이라 한다.

## 개요
중국에서는 한국 민족을 활을 잘 만들고 잘 쏘는 동쪽의 민족이라는 뜻에서 ‘동이’라고 하였다. 고구려 활의 형태는 벽화속에서 볼 수 있는데 현재 사용하는 국궁과 같은 모습을 하고 있어 한국의 전통활은 이때부터 변함없이 이어진 것으로 생각된다. 고려시대에도 활쏘기를 중요시했으며, 조선 전기에는 과거시험의 무과과목에 궁술이 있었다. 그러나 임진왜란 이후부터 조총이 수입되어 활은 전쟁용 무기로서의 기능을 상실하였다. 시대의 변천에 따라 많이 변화하여 현재는 국궁인 각궁(角弓)이 보편화되었다.
활 만드는 재료는 대나무, 뽕나무, 물소뿔, 소의 심줄이 있다. 한국의 활은 쇠뿔과 쇠심줄을 사용한 각궁(角弓)이란 점이 특징이며, 화살이 멀리 나가는 강궁(强弓)에 속한다. 활짱의 손잡이 부분과 양끝에는 참나무와 뽕나무를 각각 대지만 탄력을 유지하기 위해 죽심(竹心)을 넣고 그 안팎에다 쇠뿔과 쇠심줄을 민어부레풀로 접착시켰다. 그러나 민어부레풀은 습기가 많고 기온이 높으면 잘 접착되지 않아 여름철에는 활을 만들지 않는다. 제작도구로는 톱, 대패, 나무망치, 줄, 칼, 송곳, 나무집게, 나무빗, 쇠빗 등이 있으며 화살의 종류로는 목전, 철전, 예전, 세전, 유엽전 등이 있다. 싸리나무, 대나무, 철, 심줄, 새의 깃, 도피, 아교 등이 주재료이며 계절에 관계없이 계속 만들 수 있다. 다만 오른손잡이는 우궁깃을 왼손잡이는 좌궁깃을 달아야 한다.